# Álvaro de Mendaña de Neira

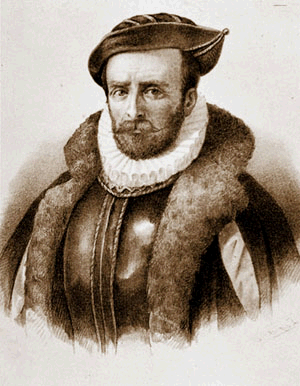
Álvaro de Mendaña de Neira

Álvaro de Mendaña de Neira (ook wel Neyra) (1541 – 18 oktober 1595) was een Spaanse zeevaarder, en geldt als de Europese ontdekker van de Salomonseilanden. Hij is geboren in Zaragoza, en verhuisde in 1558 naar Lima (Peru).
In 1567 vertrok hij met Pedro Sarmiento de Gamboa vanuit Callao op een expeditie naar de Grote Oceaan, op zoek naar het legendarische Terra Australis. Hij voer langs onder meer Nui en Lord Howe-eiland voor hij uiteindelijk in februari 1568 landde op Santa Isabel (=Bughotu), een van de Salomonseilanden. Ook Guadalcanal en San Cristóbal werden bezocht, maar op alle eilanden was het verloop van het contact met de inwoners hetzelfde: aanvankelijk vriendelijk, daarna spanningen door onbegrip, die uiteindelijk tot strafacties leidden waarbij leden van de lokale bevolking gedood werden.
In mei keerde Mendaña terug naar Peru, waarbij hij eerst een noordelijke koers aanhield om zo de gunstige Noord Pacifische stroom te bereiken. Hierbij werd langs de Marshalleilanden, de Gilberteilanden en Wake gevaren. Later kwam hij nog in een zware storm terecht. In september 1569 was hij terug in Callao.
Mendaña wilde terugkeren naar de Salomonseilanden, en gaf ze daarvoor de naam waaronder ze nu nog bekendstaan, suggererend dat de Salomonseilanden het Ophir waren waar Salomo zijn goud haalde. Lange tijd kreeg hij echter geen gehoor bij de autoriteiten in Spanje en Peru; pas in 1595 kreeg hij toestemming voor een tweede expeditie.
Mendaña en zijn stuurman Pedro Fernández de Quiros ontdekten op deze reis de Marquesaseilanden, en landden uiteindelijk op de Santa Cruz-eilanden (Ndeni), waar ze een kolonie opzetten. De kolonie was echter van het begin af aan onsuccesvol, met het doden van lokale bevolking, ziekten en slecht leiderschap. Mendaña zelf was ernstig verzwakt door malaria, en stierf daaraan. Ook kwam het tot interne twisten, waarin opnieuw mensen de dood vonden.
Quiros leidde uiteindelijk de expeditie met moeite naar de Filipijnen. 